# Odontomyia microstoma
Odontomyia microstoma är en tvåvingeart som beskrevs av Friedrich Hermann Loew 1866. Odontomyia microstoma ingår i släktet Odontomyia och familjen vapenflugor. Inga underarter finns listade i Catalogue of Life.